# W. H. D. Rouse
William Henry Denham (W. H. D.) Rouse (30 de mayo de 1863 - 10 de febrero de 1950) fue un innovador profesor británico que propugnó el uso del método directo o natural en la enseñanza del latín y el griego clásico.

## Vida
Nacido en Calcuta, India cuando la familia regresó a Gran Bretaña, enviaron a Rouse a estudiar en el Colegio Regent's Park de la Universidad de Oxford. En 1881 obtuvo una beca para estudiar en el Christ's College de Cambridge. En 1888 alcanzó el puesto de fellow del Christ's College.
En 1902 fue nombrado director de The Perse School, de Cambridge. Como profesor creía firmemente en el aprendizaje mediante la acción, la vista y el oído: aunque el curriculum del Perse estaba dominado por los clásicos, defendía que la ciencia tenía que aprenderse mediante el experimento y la observación. Tenía un carácter fuerte, descrito así por el archivero de The Perse School: "Rouse era tremendamente independiente, hasta el punto de la excentricidad. Odiaba mucho las máquinas, toda la burocracia y los exámenes oficiales." Se retiró de la enseñanza en 1928.
In 1911, Rouse empezó una exitosa serie de cursos de verano para profesores, para promover el uso del método directo de enseñanza del griego y el latín. Como resultado de esos seminarios en 1913 se fundó la Association for the Reform of Latin Teaching o ARLT (Asociación para la reforma de la enseñanza del latín).
También en 1911, James Loeb eligió a W. H.D. Rouse, junto a T. E. Page y Edward Capps, para ser los editores fundadores de la Loeb Classical Library.
Rouse murió en Hayling Island el 10 de febrero de 1950.

## Obras
- 1909: A Greek Boy at Home, a Story writen in Greek. Glasgow, Dublin y Bombay: Blacky and Son.
- 1934: Gods, heroes and men of ancient Greece.
- Como traductor, son conocidas sus traducciones en prosa de la Iliada (1938) y la Odisea (1937), y de los Diálogos (1956) de Platón; tradujo también las Dionisíacas de Nono de Panópolis.